# Gastrotheca lateonota
Gastrotheca lateonota es una especie de anfibios de la familia Hemiphractidae.
Es endémica de la vertiente pacífica de los Andes del norte del Perú y el sur de Ecuador.
Su hábitat natural se centra en montanos tropicales o subtropicales secos.
Está amenazada de extinción por la pérdida de su hábitat natural.